# 小行星9630
小行星9630（9630 Castellion）是一颗绕太阳运转的小行星，为主小行星带小行星。该小行星于1993年8月15日发现。

## 轨道参数
小行星9630的轨道半长轴为2.7725372 UA，离心率为0.154。